# Račišće
Račišće je manjše turistično naselje, pristanišče in istoimenski zaliv na severni obali otoka Korčule (Hrvaška), ki upravno spada pod mesto Korčula; le-ta pa spada pod Dubrovniško-neretvansko županijo.

## Geografija
Račišće, naselje z okoli 600 prebivalci, leži na južni strani obale manjšega istoimenskega zaliva v Pelješkem kanalu, okoli 13 km zahodno od mesta Korčule s katerim je povezano z lokalno cesto mimo Kneže.
Pristan v dnu zaliva je zavaronan z okoli 60 m dolgim valobranom, na koncu katerega stoji svetilnik. Morje pri valobranu doseže globino do 3,5 m. Sidrišče za plovila je tudi je na sredini zaliva za valobranom, kjer je globina morja do 6 m. Ob močnem seveovzhodnem vetru je lahko morje nemirno tudi za valobranom.
Zahodno od Račišća sta dva slikovita in prijetna zalivčka primerna za kopanje Vaja in Samograd.
Iz pomorske karte je razvidno, da svetilnik oddaja svetlobni signal: Z Bl 3s.
Nazivni domet svetilnika je 4 milje.

## Zgodovina
Sredi naselja, ki so ga ustanovili pribežniki, stoji baročna cerkev sv. Nikole. Račišće so ustanovili begunci iz Makarskega primorja v drugi polovici 17 stoletja.. Okoli 1730 pa so se tu naselili še begunci iz Hercegovine.
V zalivu Samograd je podzemna jama, v kateri so našli prazgodovinske ostanke.

## Demografija
| Pregled števila prebivalcev po letih | Pregled števila prebivalcev po letih | Pregled števila prebivalcev po letih | Pregled števila prebivalcev po letih | Pregled števila prebivalcev po letih | Pregled števila prebivalcev po letih | Pregled števila prebivalcev po letih | Pregled števila prebivalcev po letih | Pregled števila prebivalcev po letih | Pregled števila prebivalcev po letih | Pregled števila prebivalcev po letih | Pregled števila prebivalcev po letih | Pregled števila prebivalcev po letih | Pregled števila prebivalcev po letih | Pregled števila prebivalcev po letih |
| ------------------------------------ | ------------------------------------ | ------------------------------------ | ------------------------------------ | ------------------------------------ | ------------------------------------ | ------------------------------------ | ------------------------------------ | ------------------------------------ | ------------------------------------ | ------------------------------------ | ------------------------------------ | ------------------------------------ | ------------------------------------ | ------------------------------------ |
| 1857                                 | 1869                                 | 1880                                 | 1890                                 | 1900                                 | 1910                                 | 1921                                 | 1931                                 | 1948                                 | 1953                                 | 1961                                 | 1971                                 | 1981                                 | 1991                                 | 2001                                 |
| 436                                  | 491                                  | 591                                  | 776                                  | 834                                  | 941                                  | 941                                  | 928                                  | 995                                  | 1057                                 | 945                                  | 644                                  | 511                                  | 456                                  | 468                                  |